# AAA-Saison 1930
Die AAA-Saison 1930 war die 13. Meisterschaftssaison im US-amerikanischen Formelsport. Sie begann am 3. Mai in Langhorne und endete am 6. September in Syracuse. Billy Arnold sicherte sich den Titel.

## Rennergebnisse
| Nr. | Datum         | Veranstaltung (Rennstrecke)                                           | Meilen | Sieger         | Siegerteam     |
| --- | ------------- | --------------------------------------------------------------------- | ------ | -------------- | -------------- |
| 1   | 03. Mai       | Langhorne Race (Langhorne Speedway) (UO)                              | 100    | Bill Cummings  | Miller         |
| 2   | 30. Mai       | International 500 Mile Sweepstakes (Indianapolis Motor Speedway) (ZO) | 500    | Billy Arnold   | Summers-Miller |
| 3   | 09. Juni      | Detroit Race (Michigan State Fairgrounds) (UO)                        | 100    | Wilbur Shaw    | Smith-Miller   |
| 4   | 14. Juni      | Altoona Race 1 (Altoona Speedway) (HB)                                | 200    | Billy Arnold   | Summers-Miller |
| 5   | 22. Juni      | Akron Race (Akron-Cleveland Speedway) (HB)                            | 100    | Shorty Cantlon | Stevens-Miller |
| 6   | 04. Juli      | Bridgeville Race (Pittsburgh-Bridgeville Speedway) (HB)               | 100    | Wilbur Shaw    | Smith-Miller   |
| 7   | 01. September | Altoona Race 2 (Altoona Speedway) (HB)                                | 116,25 | Billy Arnold   | Summers-Miller |
| 8   | 06. September | Syracuse Race (New York State Fairgrounds) (UO)                       | 100    | Bill Cummings  | Duesenberg     |

- Erklärung: HB: Holzbahn (Board track), ZO: Ziegelsteinoval, UO: Unbefestigtes Oval

## Fahrer-Meisterschaft (Top 10)
| 1. | Billy Arnold    | 1027,5 |
| 2. | Shorty Cantlon  | 653    |
| 3. | Bill Cummings   | 650,4  |
| 4. | Russ Snowberger | 489,7  |
| 5. | Deacon Litz     | 464,6  |

| 6.  | Wilbur Shaw    | 385,2 |
| 7.  | Louis Meyer    | 384,9 |
| 8.  | Dave Evans     | 320   |
| 9.  | Frank Farmer   | 270   |
| 10. | Herman Schurch | 240   |